# 普拉滕赫訥山
46°48′39.7″N 10°1′51.6″E / 46.811028°N 10.031000°E
普拉滕赫訥山（Plattenhörner），是瑞士的山峰，位於該國東南部，由格勞賓登州負責管轄，屬於薩姆瑙恩阿爾卑斯山脈的一部分，海拔高度3,220米，每年平均降雨量1,367毫米。